# رونالد لوئیس (بازیگر)
رونالد لوئیس (انگلیسی: Ronald Lewis; ۱۱ دسامبر ۱۹۲۸ – ۱۱ ژانویهٔ ۱۹۸۲) هنرپیشه اهل ولز بود.

## فیلم‌شناسی
- زندانی (۱۹۵۵)
- هلن تروآ (۱۹۵۶)
- توطئه قلب‌ها (۱۹۶۰)
- بیلی باد (۱۹۶۲)
- دوستان (۱۹۷۱)